# Bentwoudlaan
De Bentwoudlaan is een gemeentelijke weg in de Nederlandse gemeente Alphen aan den Rijn, in Benthuizen. De weg vormt een verbinding tussen de N209 om de bebouwde kom van Benthuizen, richting Zoetermeer.
Tot 2008 werd de weg, die tot 2016 Omleidingsweg heette, beheerd door de provincie Zuid-Holland, die de weg na de invoering van de Wet herverdeling wegenbeheer in 1993 nummerde als N457. Per 1 januari 2009 is de weg overgedragen aan de gemeente Rijnwoude ten behoeve van geplande aanleg van een deel van het Bentwoud in de bufferzone tussen Benthuizen en Zoetermeer. Een gebiedsontsluitingsweg zoals de weg tot 2008 was past daar niet in. De weg werd hiervoor heringericht tot erftoegangsweg, met een maximumsnelheid van 50 km/h.
In 2016 en 2017 is het gedeelte van de Omleidingsweg tussen de Albert Schweitzerlaan en de Zegwaartseweg heringericht tot een 30 km/h-zone. Deze herinrichting maakt deel uit van het onderhouds- en herinrichtingsplan, waarin de weg gereconstrueerd is tot lokale weg. De Omleidingsweg heeft, na het afronden van de werkzaamheden, de naam Bentwoudlaan gekregen.